# Anticorpo monoclonale bispecifico

Il Catumaxomab è un esempio di anticorpo bispecifico

Un anticorpo monoclonale bispecifico o BsMAb o BsAb è una proteina artificiale che è composta di frammenti di due diversi anticorpi monoclonali; questo le permette di legarsi contemporaneamente a due diversi tipi di antigene.
Questo approccio terapeutico trova applicazione nell'immunoterapia dei tumori, dove vengono costruiti BsMAb che, contemporaneamente, si legano ad un citotossico cellulare (usando un recettore come il CD3) e all'obiettivo terapeutico: le cellule tumorali da distruggere.
Due dei paratopi che formano la testa dei domini variabili, possono essere diretti, uno verso un antigene tumorale, l'altro contro l'antigene di un linfocita T come il CD3.
Inoltre, nel caso di un anticorpo trifunzionale, la regione Fc si lega anche ad una cellula che esprime i recettori Fc, come un macrofago, una cellula natural killer o una cellula dendritica.
In sintesi, la cellula tumorale è collegata ad una o due cellule del sistema immunitario, per essere successivamente distrutta.
Solitamente nell'immunoterapia dei tumori con i normali anticorpi monoclonali non vengono attivati i linfociti T, perché questo tipo di cellule non possiede i recettori Fc. Per questo motivo la regione Fc non può legarsi ad essi e le regioni Fab sono già utilizzate per legare le cellule tumorali; per superare questo ostacolo sono stati creati gli anticorpi bifunzionali
.
Gli anticorpi bispecifici hanno un potenziale citotossico maggiore, perché si legano ad antigeni che sono espressi in modo relativamente debole.
Infatti, la dose efficace è di circa 0,01 mg/m−2·d−1 (milligrammi per metro quadrato di superficie corporea al giorno), quantità inferiore di diversi ordini di grandezza rispetto a quello degli anticorpi comuni.

## Meccanismo d'azione

Meccanismo d'azione di un anticorpo bispecifico, come il blinatumomab anticorpo BITE

Si conoscono due generazioni di anticorpi bispecifici:
- la prima generazione, sono noti come Quadroma. Essi sono composti da una catena pesante ed una leggera di due anticorpi monoclonali differenti. I due bracci degli anticorpi sono l'uno contro l'altro diretti sull'antigene.

- la seconda generazione, più recente, è invece costruita utilizzando due frammenti scFv, che sono frammenti di anticorpi monoclonali; questi sono chiamati anticorpi '''BiTE''', dall'inglese: Bispecific cell T Engager. In questo caso ad esempio, un anticorpo è allineato per gli anticorpi anti paratope per l'antigene CD3 mentre il secondo, lo è con minore affinità,[5] e si lega alle cellule T solo quando l'altro si è legato alle cellule tumorali con l'antigene CD3 della cellula T attivata.

Viene in altri termini attivato dalla attivazione policlonale delle cellule T (attivazione condizionale). In questo modo anche ad alte concentrazione di BiTE, in assenza di cellule bersaglio, non è possibile che l'anticorpo attivi le cellule T.
Questo approccio terapeutico è oggetto di attive ricerche cliniche per la terapia dei tumori.
Un esempio della tecnologia BiTE è il farmaco: Blinatumomab.